# Daems van Remoortere

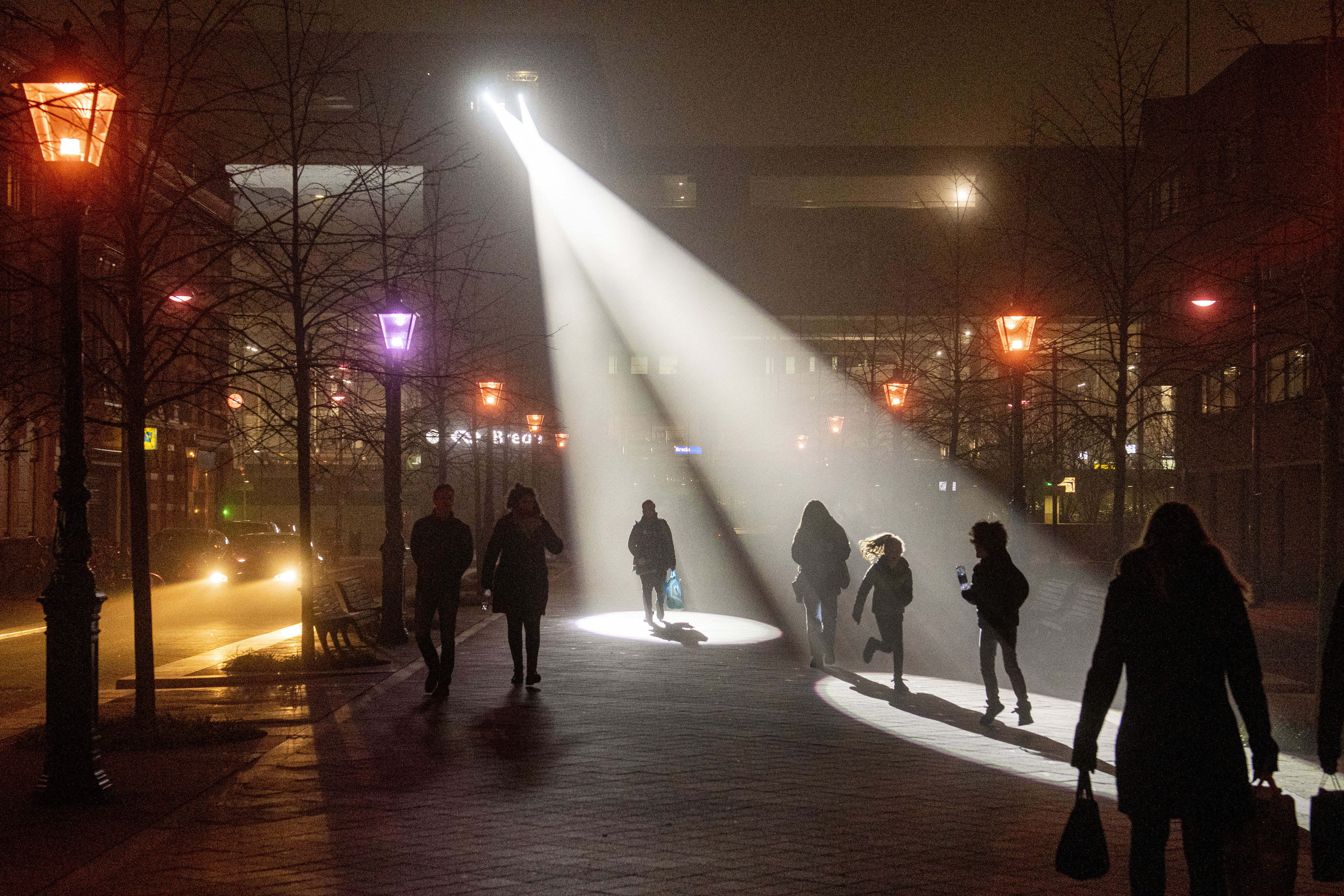
Track Tracy, Cultuurnacht 2020, Breda

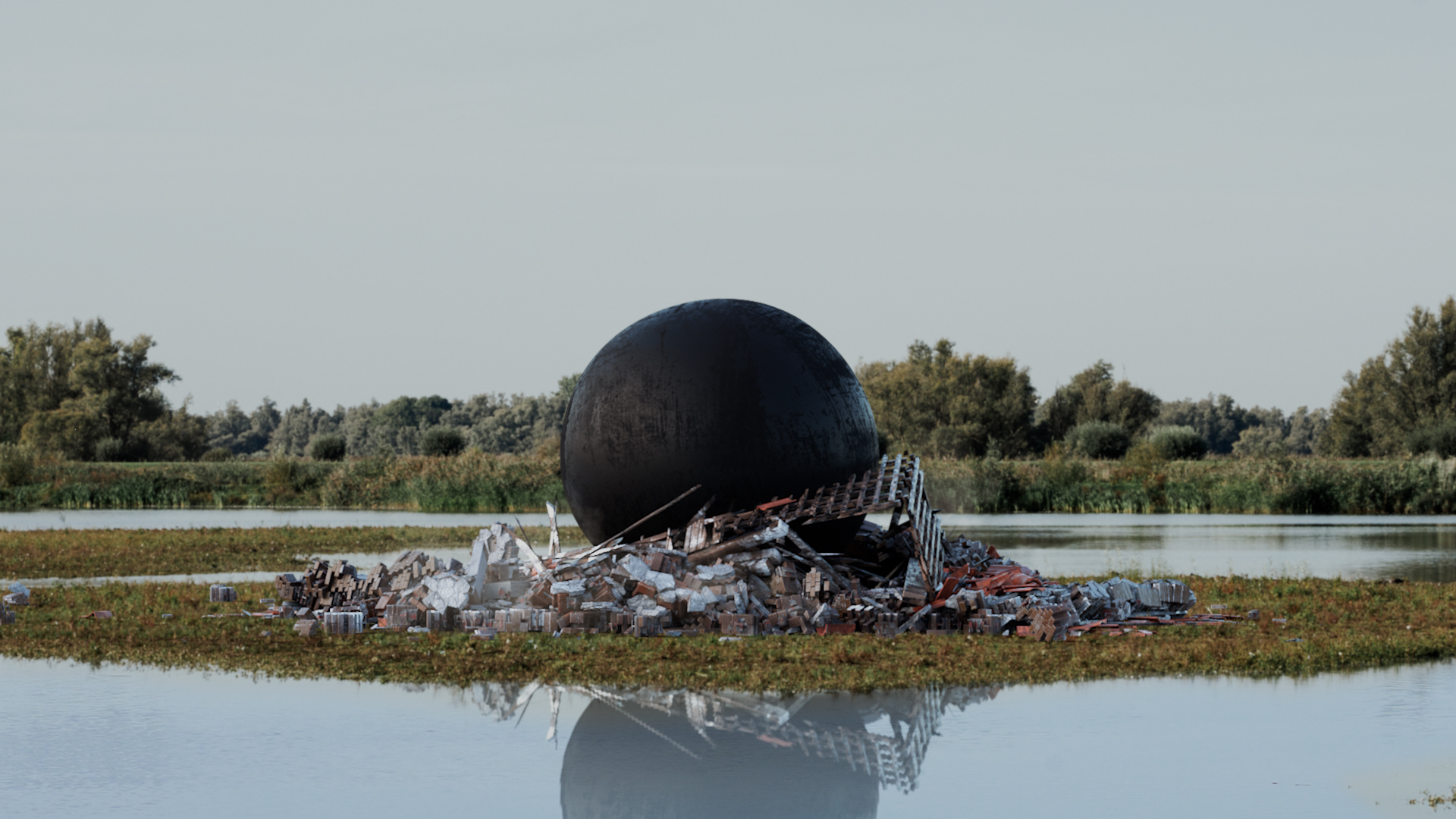
Ballooning a House, 2020

Daems van Remoortere is een Belgisch kunstenaarsduo dat bestaat uit Lena Daems (Berlaar, 1988) en Frederik van Remoortere (Antwerpen, 1986).

## Biografie en werkwijze
Het duo bouwt hun oeuvre tweeledig op met enerzijds autonoom beeldend werk en anderzijds multimedia-installaties in de openbare ruimte. Hun werken zijn multidisciplinair en overschrijden de grens tussen theater, film en beeldende kunst. Het duo verwerkt verschillende vakgebieden in hun creaties zoals wiskunde, astronomie en fysica. Inhoudelijk bevatten hun werken thema’s die verband houden met de ruimte en specifieker het spanningsveld tussen de openbare ruimte en de intieme omgeving van een persoon. Ze kijken vanuit een voyeuristisch standpunt naar het gedrag van de mens in een universum. Het publiek wordt vaak betrokken in hun producties waardoor ze actieve en noodzakelijke acteurs zijn in het werk. Daems van Remoortere gaat altijd op zoek naar een geschikte en relevante presentatieplek voor alle creaties. Het werk van Daems van Remoortere was reeds te zien in onder andere België, Nederland, Zwitserland en Duitsland. Het beeldend oeuvre van Daems van Remoortere wordt vertegenwoordigd door Ponti space. De multimedia-installaties in de openbare ruimte, worden verspreid door Berserk Art Agency. 
In 2013 maakt het duo een permanente ingreep in De Studio in Antwerpen. Ze maakte cirkelvormige en vierkante uitsneden door de verdiepingen van de trappenhal waardoor er een lichtlijn doorheen het gebouw ontstond.
Met ‘Meetingpoint’ stelde ze in 2018 solo tentoon in de galerie Callewaert Vanlangendonck te Antwerpen.
In 2018 maakte Daems van Remoortere de installatie ‘Track Tracy’. Voorbijgangers worden in de openbare ruimte gevolgd door twee spots die autonoom beslissingen maken aan de hand van artificiële intelligentie. Deze installatie was onder andere te zien tijdens ‘Oslo Night’ bij H3K in Zwitserland.
Begin 2020 maakte het duo de installatie ‘Ballooning a House’. Dit is een trompe l'oeil waar een huis te zien is dat geleidelijk uit elkaar valt door een ballon die van binnenuit steeds groter wordt.

## Solo en groepstentoonstellingen (selectie) en permanente installaties

### Permanente installaties
- Meetingpoint 2022, Haren gevangenis, Brussel
- After Hours 2021, Blikfabriek, Antwerpen
- Lichtlijn 2013, De Studio, Antwerpen

### 2024
- duo expo w/ PONTI, Art Rotterdam, (NL)

### 2023
- Solo expo Playground Love, PONTI space, Antwerp

- Simulacrum, Poortersloge, Brugge

- Sundance, M HKA, Antwerpen

### 2022
- Art Antwerp w/ PONTI, Antwerp
- Art on Paper w/ Berserk Art Agency, Brussels
- Hantrax dolls, groupshow, Casstl, Antwerp

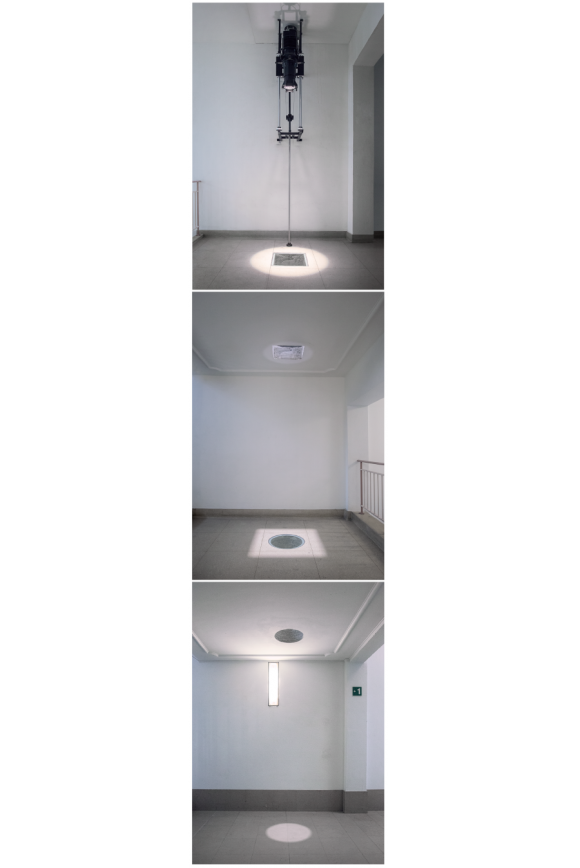
Lichtlijn, 2013

### 2021
- PONTI PONTI PONTI @ PONTI space, Antwerp

- Solo expo Are we movin’ too slow?, Callewaert Vanlangendonck gallery, Antwerp

### 2020
- Ballooning a House, Uit het donker 3, De Warande, Kasterlee
- Track Tracy, Cultuurnacht, Breda (NL)

- een blik achter de muur @ Blikfabriek, curated by Lieven Segers, Antwerp

- cercle et carré @ Callewaert Vanlangendonck gallery, Antwerp

- Art Brussels @ Callewaert Vanlangendonck booth, Brussels

### 2019
- Track Tracy, Oslo Night, H3K, Basel (CH)
- Track Tracy, Into The Great Wide Open, Vlieland (NL)
- Track Tracy, Uit het donker 2, De Warande, Kasterlee
- Redefined, Callewaert Vanlangendonck Gallery, Antwerpen

### 2018
- solo expo Meetingpoint, Callewaert Vanlangendonck Gallery, Antwerpen

### 2016
- Lichtkegel, Antwerp Art Weekend, Antwerpen